# Escut de Gavet de la Conca

Escut oficial de Gavet de la Conca

L'escut oficial de Gavet de la Conca té el següent blasonament:
Escut caironat: de sinople, una clau d'or en pal amb la dent a dalt i mirant a la destra, acostada d'una mitra d'argent embellida d'or, a la destra, i d'un món de sable creuat i cintrat d'or, a la sinistra. Per timbre una corona mural de poble.

## Història
L'escut actual aprovat el 2 de febrer de 1999 i publicat al DOGC el 5 de març de 1999 amb el número 2841, ha substituït l'escut antic de Sant Serni, que s'adoptà el 1972 arran de la creació del nou municipi de Gavet de la Conca, creat aquell any per la unió dels antics termes d'Aransís, Sant Salvador de Toló i Sant Serni. Els escuts dels antics municipis d'Aransís i Sant Salvador de Toló es deixaren d'utilitzar també el 1972.
| Escut d'Aransís                              | Escut antic de Sant Salvador de Toló                        | Escut antic de Sant Serni                      |
| Escut antic d'Aransís, en desús des del 1972 | Escut antic de Sant Salvador de Toló, en desús des del 1972 | Escut antic de Sant Serni, vigent fins al 1999 |

## Interpretació
És un escut de nou disseny, cercant la integració d'elements simbòlics dels municipis que integraren el nou de Gavet de la Conca, a través dels seus sants patrons. La clau és l'atribut de sant Pere, patró de Gavet de la Conca. Els altres dos elements representen els dos altres pobles principals del municipi: la mitra és el senyal tradicional del poble de Sant Serni (simbolitza el bisbe Sadurní de Tolosa) i el món és un atribut del Crist Salvador, patró de Sant Salvador de Toló.